# J·喬納·詹姆森
小約翰·喬納·詹姆森（英語：John Jonah Jameson, Jr.）是漫威漫畫中的虛構角色，由作家史丹·李和藝術家史蒂夫·迪特科創作。小約翰·喬納·詹姆森首次於《神奇蜘蛛人》#1中登場。

## 人物
小約翰·喬納·詹姆森（John Jonah Jameson Jr.）是美國紐約市的一家報社《號角日報》（Daily Bugle）的總編輯。其兒子約翰·詹姆森是一名太空人。詹姆森非常討厭紐約市的超級英雄蜘蛛人，認為他是一名罪犯並一直在有關蜘蛛人的新聞上抹黑他，但是詹姆森並不知道蜘蛛人的真正身份正是他聘請的攝影師彼得·帕克。
在2009年的故事中，詹姆森成為紐約市市長並成立「反蜘蛛小隊」（Anti-Spider Squad）追捕蜘蛛人。

## 其他媒體

### 電視
- 《蜘蛛人（英语：Spider-Man (1967 TV series)）》：由保羅·克利格曼（英语：Paul Kligman）配音。
- 《驚奇蜘蛛人（英语：The Amazing Spider-Man (TV series)）》：由大衛·懷特（英语：David White (actor)）和勞勃·F·西蒙（英语：Robert F. Simon）配音。
- 《蜘蛛人（英语：Spider-Man (1981 TV series)）》：由比爾·伍德森（英语：Bill Woodson）配音。
- 《蜘蛛俠和他的驚奇朋友》：由比爾伍德森配音。
- 《蜘蛛人》：由愛德華·阿斯納配音。
- 《蜘蛛人（英语：Spider-Man: The New Animated Series）》：由凱斯·卡拉定配音。
- 《神奇蜘蛛人》：由達蘭·諾里斯（英语：Daran Norris）配音[1]。
- 《終極蜘蛛俠》：由J·K·西蒙斯配音。
- 《復仇者聯盟：史上最強英雄戰隊》：由J·K·西蒙斯配音。
- 《復仇者聯盟：正義出擊（英语：Avengers Assemble (TV series)）》：由J·K·西蒙斯配音。
- 《浩克與狂砸特工隊（英语：Hulk and the Agents of S.M.A.S.H.）》：由J·K·西蒙斯配音。
- 《蜘蛛俠》：由鮑勃·裘斯（英语：Bob Joles）配音[2]。

### 電影
- 蜘蛛人三部曲：由J·K·西蒙斯飾演J·喬納·詹姆森（英语：J. Jonah Jameson (film character)）J·喬納·詹姆森。
  - 《蜘蛛人》（2002年）
  - 《蜘蛛人2》（2004年）
  - 《蜘蛛人3》（2007年）

- 驚奇再起系列
  - 《蜘蛛人驚奇再起2：電光之戰》（2014年），在電影裡沒有出場，但已確認彼得正在為他工作，向他提供蜘蛛人的照片，而且在電影中的詹姆森仍在抹黑他。

- 漫威電影宇宙：由J·K·西蒙斯回歸飾演J·喬納·詹姆森。
  - 《蜘蛛人：離家日》（2019年）：於片尾彩蛋中登場[3]。
  - 《蜘蛛人：無家日》（2021年）

- 索尼影業蜘蛛人宇宙：由J·K·西蒙斯回歸飾演J·喬納·詹姆森。
  - 《猛毒2：血蜘蛛》（2021年）：於片尾彩蛋中客串。

- 蜘蛛宇宙系列：由史丹·李（蜘蛛人的原作者）聲演J·喬納·詹姆森。
  - 《蜘蛛人：新宇宙》（2018年）：於片尾彩蛋中登場。該角色為1967年動畫《蜘蛛人》裡的角色。

### 遊戲
- 《蜘蛛人（英语：Spider-Man (2000 video game)）》，由迪·布拉雷·貝克爾（英语：Dee Bradley Baker）配音。
- 《蜘蛛人（英语：Spider-Man (2002 video game)）》，由傑·戈登（英语：Jay Gordon）配音。
- 《蜘蛛人2（英语：Spider-Man 2 (video game)）》，由傑·戈登配音。
- 《蜘蛛俠3》，由J·K·西蒙斯配音。
- 《Marvel：終極聯盟2（英语：Marvel: Ultimate Alliance 2）》
- 《漫威超級英雄（英语：Marvel Super Heroes (video game)）》
- 《漫威超級英雄對快打旋風（英语：Marvel Super Heroes vs. Street Fighter）》
- 《漫威對卡普空（英语：Marvel vs. Capcom）》
- 《漫威對卡普空3：兩個世界的命運（英语：Marvel vs. Capcom 3: Fate of Two Worlds）》[4]
- 《漫威對卡普空：無限（英语：Marvel vs. Capcom: Infinite）》
- 《神奇蜘蛛人對金霸王（英语：The Amazing Spider-Man vs. The Kingpin）》
- 《蜘蛛人：黯黑之網（英语：Spider-Man: Web of Shadows）》，由達蘭·諾里斯（英语：Daran Norris）配音。
- 《蜘蛛人：時間裂痕（英语：Spider-Man: Edge of Time）》，由弗瑞德·塔塔薛瑞（英语：Fred Tatasciore）配音。
- 《樂高漫威超級英雄》，由約翰·迪·馬吉歐配音[5]。
- 《蜘蛛人：驚奇再起2》，由弗瑞德·塔塔薛瑞配音。
- 《迪士尼無限世界：漫威超級英雄》，由凱爾·赫伯特（英语：Kyle Hebert）配音。
- 《蜘蛛人：飛越無限（英语：Spider-Man Unlimited (video game)）》，由凱爾·赫伯特配音。
- 《漫威英雄 Online》，由凱爾·赫伯特配音。
- 《蜘蛛俠》，由達林·德·保羅配音[6][7]。
- 《蜘蛛人2》

## 外部連結
- J. Jonah Jameson （页面存档备份，存于） 漫畫書數據庫
- J. Jonah Jameson （页面存档备份，存于） 超級英雄數據庫
- J Jonah Jameson （页面存档备份，存于） Marvel.com